# The Simple Life
The Simple Life (deutsch: Das einfache Leben) ist eine vom US-Fernsehsender FOX produzierte erfolgreiche Doku-Soap, in der die Erbin des Hilton-Vermögens Paris Hilton und ihre Freundin Nicole Richie, die Adoptivtochter des Sängers Lionel Richie, in unterschiedlichen Alltagssituationen das einfache Leben kennenlernen und ohne den gewohnten Luxus auskommen müssen.

## Hintergründe
Die erste Staffel mit neun Folgen der Serie wurde im Dezember 2003 in den USA erstmals ausgestrahlt. Aufgrund des großen Erfolgs wurde eine zweite Staffel mit zehn Folgen produziert, die im Juni 2004 in den USA mit dem Untertitel Road Trip Premiere hatte. Im Februar 2005 startete in den USA die dritte Staffel, die dieses Mal den Untertitel Interns (deutsch: Praktikantinnen) trägt und insgesamt 15 Folgen hat. Im Juni 2006 war in den USA die vierte Staffel mit dem Untertitel  'Til Death Do Us Part zu sehen. Diese Staffel wurde von E! produziert und gesendet, da FOX kein Interesse an einer Fortsetzung der Serie hatte.
In Deutschland wurden die ersten drei Staffeln der Serie vom Privatsender ProSieben gezeigt. Wie in Amerika wechselte The Simple Life zum Beginn der vierten Staffel den Fernsehsender. VIVA übernahm am 10. Januar 2007 die ehemalige ProSieben-Sendung. Die fünfte und letzte Staffel wurde von VIVA seit dem 4. März 2008 immer dienstags um 21:00 Uhr ausgestrahlt.
Für The Simple Life: 'Til Death Do Us Part und The Simple Life goes to Camp wurde in Deutschland eine Voice-Over-Synchronisation gewählt, bei der man den Originalton zwar hören kann, allerdings das Daraufgesprochene dominanter ist. Die vorherigen Staffeln wurden mit einer normalen Synchronisation versehen.

## Die Staffeln

### The Simple Life – Landleben in Arkansas
Die erste Staffel The Simple Life wurde 2003 gedreht und trug in Deutschland den Pressetitel Landleben in Arkansas. Paris Hilton und Nicole Richie mussten 30 Tage ohne Geld und Luxus auskommen und verbrachten die Zeit auf der Farm der Familie Leding.
Die Ledings hatten für die Mädchen einen Job nach dem anderen arrangiert, doch die beiden wurden überall gefeuert. In Amerika sahen über 13 Millionen Zuschauer die erste Folge der Sendung.
Die erste Staffel wurde ab dem 24. März 2004 wöchentlich mittwochs um 22:15 Uhr auf ProSieben ausgestrahlt.

### The Simple Life 2 – Road Trip
2004 wurde aufgrund des Erfolges der ersten Staffel eine zweite in Auftrag gegeben. Paris und Nicole müssen hier mit einem Auto und einem Trailer von Miami in Florida nach Beverly Hills in Kalifornien reisen. Sie haben auch hier kein Geld, keine Kreditkarten und müssen sich durchs Leben schlagen.
Immer wieder betteln steht hier an der Tagesordnung. Sie besuchen verschiedene Familien, wo sie oft für eine oder zwei Nächte bleiben. Tagsüber arbeiten sie dann wieder, wo sie es jedoch oftmals auch nicht lange durchhalten.
Topquoten holte die Pilotfolge hier erneut, da Paris dort vom Pferd stürzt. Dieser Unfall wurde noch während der Dreharbeiten in den Medien bekanntgegeben.
Ab dem 22. Januar 2004 wurde die zweite Staffel samstags um 16 Uhr auf MTV ausgestrahlt.

### The Simple Life 3 – Die Praktikantinnen
Nach ansteigenden Quoten der zweiten Staffel wurde 2005 eine dritte unter dem Titel The Simple Life 3: Interns gedreht. In dieser Staffel versuchen Paris Hilton und Nicole Richie, als Praktikantinnen in verschiedenen Berufen zu bestehen. Sie wohnen in der Zeit des Praktikums bei verschiedenen Familien und reisen immer mit einem Bus.
The Simple Life – Die Praktikantinnen wurde ab dem 9. Januar 2006 erneut samstags 16 Uhr auf MTV ausgestrahlt.

### The Simple Life 4 – Die Hausfrauen
In der vierten Staffel mit dem Originaltitel The Simple Life 4: Till Death Do Us Part traten Paris Hilton und Nicole Richie als Konkurrentinnen gegeneinander an – ohne einander zu begegnen. Sie ersetzten dabei die Rolle einer Ehefrau und Mutter und mussten deren Aufgaben im Alltag bewältigen. Die Familie entschied, wer seine Aufgabe besser gemeistert hatte. Hilton und Richie begegneten sich während der Dreharbeiten nur in der letzten Folge (während der Dreharbeiten befanden sie sich in einem Streit).

### The Simple Life 5 – Goes to Camp
Am 9. August 2006 wurde bekannt, dass Paris Hilton und Nicole Richie sich wieder versöhnt und sich entschieden hatten, eine fünfte Staffel von The Simple Life zusammen zu drehen. In einem Interview des „Australian Cosmopolitan Magazine“ im Januar 2007 bestätigte Hilton die Dreharbeiten für die fünfte Staffel für den März 2007 in Malibu (Kalifornien). Die Staffel startete am 28. Mai 2007 in den USA auf dem TV-Sender E! Entertainment. Nach sinkenden Einschaltquoten besiegelte die Episode am 5. August 2007 das Ende der Sendung.
Hilton und Richie mussten in dieser Reihe in einigen fiktiven Camps arbeiten, unter anderem einem Camp für Fettleibige und einem Wellness Camp. Die Staffel geriet in starke Kritik, da viele Szenen den Eindruck einer gestellten Produktion machten.